# Launaea cervicornis
Launaea cervicornis is een bloeiende plant uit de familie Asteraceae, afkomstig uit de Balearen. De plant wordt uitsluitend gevonden in struikgewas aan de kust, waar het een sleutelsoort is.